# Минасян, Арутюн Минасович
Арутюн Минасович Минасян (15 ноября 1954, Ереван) — советский и французский футболист, полузащитник. Мастер спорта СССР.
Начинал играть в дубле ереванского «Арарата» в 1972 году. В 1974—1979 годах в чемпионате СССР за клуб провёл 51 матч, забил 4 гола. Серебряный призёр весеннего чемпионата 1976 года. Участник полуфинала Кубка СССР 1976 года, забил победный гол в ворота «Днепра» (2:1).
Затем проживал во Франции, играл за клубы «Марсель» (1980—1981), «Сен-Дье» (1981—1982, 1983—1988), «Лимож», «Обань» (1989-1995).